# 圣索沃尔 (瓦兹省)
圣索沃尔（法語：Saint-Sauveur，法語發音：[sɛ̃ sovœʁ] ⓘ）是法国瓦兹省的一个市镇，属于贡比涅区。

## 地理
圣索沃尔（49°19'6"N, 2°46'59"E）面积16.5 平方千米，位于法国上法蘭西大區瓦兹省，该省份为法国北部内陆省份，北起索姆省，西接厄尔省和滨海塞纳省，南至塞纳-马恩省和瓦兹河谷省，东临埃纳省。
与圣索沃尔接壤的市镇（或旧市镇、城区）包括：拉克鲁瓦圣旺、贝蒂西圣皮埃尔、奥鲁伊、桑蒂讷、圣让欧布瓦、韦尔伯里。

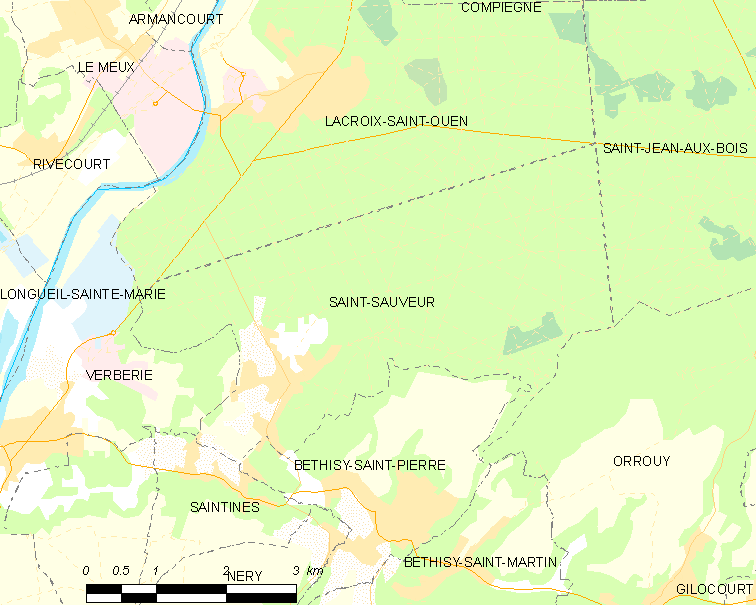
的OSM定位图

圣索沃尔的时区为UTC+01:00、UTC+02:00（夏令时）。

## 行政
圣索沃尔的邮政编码为60320，INSEE市镇编码为60597。

## 政治
圣索沃尔所属的省级选区为贡比涅第二县。

## 人口

1962-2008年间人口变化图示

圣索沃尔于2022年1月1日时的人口数量为1752人。